# The Sandpipers
The Sandpipers était un groupe américain de musique légère et de folk rock fondé en 1966.

## Discographie

### Albums
Tous les albums du groupe sont parus chez A&M Records
- Guantanamera LP-117/SP-4117*
- The Sandpipers LP-125/SP-4125*
- Misty Roses LP-135/SP-4135*
- Softly SP-4147
- Spanish Album SP-4159
- The Wonder Of You SP-4180
- Greatest Hits SP-4246
- Come Saturday Morning SP-4262
- A Gift Of Song SP-4328
- Foursider (compilation) SP-3525

*Stereo

### Singles
| Année | Chanson               | Billboard Hot 100 | Catalogue |
| ----- | --------------------- | ----------------- | --------- |
| 1966  | Guantanamera          | 9                 | A&M 806   |
| 1966  | Louie Louie           | 30                | A&M 819   |
| 1970  | Come Saturday Morning | 17                | A&M 1134  |